# Тагмема
Тагме́ма — це найменша функціональна одиниця граматичної складової будь-якої мови. Вперше була представлена у 1930-их роках мовознавцем Леонардом Блумфілдом, визначивши її як найменшу смислову одиницю граматичної форми (подібно до морфем, визначених Блумфілдом як найменших смислових одиниць лексичної форми). На початку 1950-их термін був розширений Кеннетом Пайком та іншими вченими, а потім був закладений в основу тагмеміки.

## Блумфілдська схема
Згідно зі схемою, розробленою Леонардом Блумфілдом у його книзі «Мова» (Language, 1933), тагмемою називається найменша смислова одиниця граматичної форми. Тагмема складається з одної або більше таксем — найменших граматичних мовних одиниць, так само як фонеми вважаються найменшими звуковими одиницями. Таксеми та фонеми самі по собі не мають ніякого значення, але можуть поєднуватися у тагмеми та морфеми відповідно, що матимуть певне значення.
Наприклад, просте речення, як-от «Іван біжить» буде тагмемою (алотагмом), що позначає особу, що виконує дію, та власне саму дію. У випадку такого речення його таксемами будуть: іменник у називному відмінку, дієслово, а також порядок слів, де іменник стоїть перед дієсловом.
Блумфілд називає таксему та тагмему частиною системи емічних одиниць:
- Найменшою (та самою по собі незначущою) мовознавчою одиницею є фенема, що може стосуватися або лексики (фонема), або граматики (таксема);
- Найменшою значущою смисловою одиницею є глосема, що може стосуватися або лексики (морфема), або граматики (тагмема);
- Семантичною одиницею глосеми називається ноема, морфеми — семема, а тагмеми — епісемема.

Узагальнено він називає будь-яку значущу мовознавчу одиницю (необов'язково найменшу) мовознавчою формою, а її семантачну одиницю мовознавчим значенням; це також стосується лексики (лексична форма і лексичне значення відповідно) і граматики (граматична форма і граматичне значення відповідно).

## Пайк і тагмеміка
Встановлений Блумфілдом термін був використаний Кеннетом Пайком та іншими вченими для позначення того, що вони раніше називали грамемою. За визначенням Пайка, що згодом було назване тагмемікою, ієрархічний поділ на рівні (напр. у синтаксисі: слово, словосполучення, речення, абзац, цілий текст) виникає від факту, що елементи тагмеми вищого рівня (напр. «речення») розглядаються як синтагмеми на наступному нижчому рівні (напр. «словосполучення»).
Тагмема — це співвідношення синтагматичної функції (напр. підмет, присудок) та парадигматичних фільтрів (напр. іменники, займенники або власні назви в ролі підмета). Разом тагмеми утворюють синтагмеми.
Тагмеміка як мовознавча методологія була розроблена Пайком у третьому томі його книги «Мова у відношенні до об'єднаної теорії про структуру людської поведінки» (Language in Relation to a Unified Theory of the Structure of Human Behavior, 1954–1960). Її основною задачею було допомогти мовознавцям ефективно отримувати зрозумілі визначення та описи з корпусів текстів, пов'язаних із їхньою роботою. Тагмеміка частково пов'язана з ранніми працями SIL International — спілки мовознавців-місіонерів, здебільшого зосереджених на перекладах Біблії, до якої Пайк входив задовго до інших.
Тагмеміка розрізняє слова на вищих рівнях мовознавчого аналізу (граматичному та семантичному): наприклад, контекстуальні синоніми вважаються різновидами однієї і тієї ж тагмеми, так само як звуки, що (у певних мовах) в залежності від контексту можуть вважатися алофонами однієї і тієї ж фонеми. Емічне й етичне розрізнення також застосовується і в інших соціальних науках.

## Зовнішні посилання
- The Tagmemics Page (Dr. Bruce L. Edwards)
- Tagmemics: The linguistic theory of everything (Joe Kissell)
- SIL Bibliography on Tagmemics
- Overview of Tagmemics as Children's Book
- Lareau, François. "2 The notions of grammeme and grammatical unit." Igor Boguslavsky and Leo Wanner (eds.): 146.